# Четыре свободы (Франклин Рузвельт)

Флаг четырех свобод, также известный как «флаг чести Организации Объединенных Наций» (1943—1948)

Четыре свободы — ценности, провозглашённые Ф. Д. Рузвельтом в ежегодном обращении к Конгрессу «О положении в стране» 6 января 1941 года.
…Мы надеемся создать мир, основанный на четырёх основополагающих человеческих свободах.Франклин Д. Рузвельт, 6 января 1941 г.
1. Первая свобода — свобода слова и свобода выражения своего мнения в любой части мира.
2. Вторая свобода — свобода каждого человека исповедовать свою веру по-своему в любой части мира.
3. Третья свобода — свобода от нужды, что на более простом языке означает экономические договоренности, обеспечивающие каждой стране здоровую, мирную жизнь её народа в любой части мира.
4. Четвёртая свобода — свобода от страха, что на более простом языке означает всеобщее сокращение вооружений до такого уровня и таким образом, при которых ни одна страна не будет иметь возможности совершить акт физической агрессии против своего соседа в любой части мира.

## В популярной культуре
- Роман Джона Кроули «Четыре свободы» во многом отсылается к речи Рузвельта[1].
- Серия картин «Четыре свободы» американского художника Нормана Роквелла иллюстрирует четыре свободы.
- Штаб-квартира команды супергероев «Фантастическая четвёрка» располагается в небоскрёбе «The Four Freedom Plaza».
- К четырем свободам отсылает серия компьютерных игр «Splinter Cell». Кредо игры добавляет к ним пятую свободу: «Защищать Четыре свободы всеми доступными способами».
- Антон Рефрежье написал фрески «История Сан-Франциско» (завершены в 1948 году) в Ринкон-центре в Сан-Франциско, Калифорния; на панели 27 изображены четыре свободы[2].